# 大倉 (仙台市)
大倉（おおくら）は、宮城県仙台市青葉区の大字。郵便番号は989-3213。人口は626人、世帯数は301世帯。宮城郡大倉村、宮城郡大沢村大字大倉、宮城郡宮城村大字大倉、宮城郡宮城町大字大倉、仙台市大字大倉を経て現在の住所となった。ここでは町村制施行以前に存在した大倉村についても併せて記述する（詳細は#歴史を参照）。
山村だが、自動車の便がよくなった現在では大倉ダムと定義如来により仙台市民にとって身近な行楽地である。

## 地理
宮城県中部にある宮城郡の西部山地帯にあり、北西端の山形県との県境に船形山が聳える。西部は船形山まで続く山林である。人の居住域は、広瀬川の支流大倉川の流域と、その隣を流れる青下川の流域にわかれる。大倉村は両川の流域にまたがるが、その全部ではなく、広瀬川への合流点付近では両川の間にはさまれた土地だけが大倉に属する。大倉川左岸は芋沢村、青下川右岸は熊ヶ根である。また、峠を越えたところにある北東部は七北田川に面し、川を下ったところにある根白石村（現在の泉区西部）との関係が強かった。
大倉川沿いにところどころ山で狭められて数珠繋ぎになった河岸段丘に集落がある。もっとも下流は青下川と大倉川にはさまれた台地、中流部は現在大倉湖があるところで、幅が広かった。そこからさらにさかのぼった谷間には定義如来と集落がある。もっとも奥の河岸段丘は十里平で、これが大倉川沿いのもっとも奥の集落でもある。定義如来から北に、支流の湯川を上ったところに定義温泉がある。青下川上流の谷間には青下、中流部の河岸段丘には大手門がある。七北田川沿いの北東部には白木がある。
日向、定義、下倉、大手門、白木は、大沢村の成立とともに設けられた行政区である。後、日向の西に大倉栗生が設けられて6区になった。その下に多くの小字があり、その数は明治時代に160あったが、しだいに減少した。
1961年に大倉ダムが完成してからは、このダムと大倉湖が特徴的な地形として日向、栗生の間に広がる。ダムの川下は公園である。
- 山 - 船形山
- 川 - 広瀬川、大倉川、青下川、七北田川
- 湖沼 - 大倉湖（ 大倉ダム）、（七北田ダム）

## 歴史
大倉川流域と青下川流域には縄文時代の遺跡が散在し、石器や土器が見つかっている。
戦国時代に大倉を含めた宮城郡西部は国分氏の領地であった。廃城を記録した江戸時代の『仙台古城書上』大倉村の箇所に「おかな館城」があるが、どこにあったのか、後述の館のどちらかにあたるのかなどは不明である。『安永風土記書上』には、下大倉館と大原館が古館として記されている。戦国時代には大原館に作並宮内、下大倉館には大倉氏が居住した。国分氏滅亡後、大倉蔵人が伊達政宗に仕えたが、1590年（天正19年）に葛西大崎一揆の佐沼城攻めで戦死して家名が絶えた。しかしその兄弟が関氏を名乗り、子孫が大倉に居住して、幕末まで在郷武士として続いた。
江戸時代の大倉村は豊かな山林資源を持っていた。山林が多いのは周辺の村も同様であったが、そこでは藩有の林の比率が高かったため、村人が自由に利用できなかった。そのため、大倉村の山が大倉村、熊ヶ根村、作並村、愛子村、郷六村、芋沢村の入会地として利用された。仙台の町が発展すると、薪炭を産する山林は財産的価値を高め、境界争いが起こった。1720年（享保5年）に大倉村は入会の山を自村だけのものだと主張して愛子村、熊ヶ根村と争いを起こし、1725年（享保10年）に敗訴した。1827年（文政10年）頃からは在郷武士の新国正之助とその子六右衛門が三つの山を自家のものと主張して争いがおこり、1840年（天保11年）に今度は大倉村の勝訴で決着した。文久3年（1863年）には、田中村との間に境界争いが起こった。
明治時代の大区小区制では宮城県の第二大区第一小区（芋沢村、大倉村、熊ヶ根村、作並村、愛子村、郷六村）に属した。1889年の町村制施行の際に、芋沢村と合併して大沢村の一部になった。
町村合併促進法を受けて宮城県が大沢村と広瀬村の合併を勧めたときには、大倉の住民に反対がおこった。また、白木地区の住民は関係が深い根白石村への合併を希望した。どちらの運動も実らず、両村合併により大倉は宮城村の一部になった。
大倉川にダムを建設する計画は、宮城県と仙台市が別個に進め、県が大倉ダム案を、市が定義ダム案をおして対立した。結局、県の案が採用され1958年に工事が始まった。水没地の住民は一時反対運動を起こしたが、結局立ち退かされた。大倉ダムは1961年に完成した。農業用水、工業用水、水力発電にも用いられる多目的ダムだが、主たる目的は仙台への水道水の供給である。ダムによって家屋58戸と田畑68ヘクタールが水没した。
| 江戸時代の村高 |                        |                     |                       |                     |
|                | 正保郷帳 （1644-48年） | 元禄郷帳 （1699年） | 安永風土記 （1774年） | 天保郷帳 （1833年） |
| 田             | 68貫118文              |                     | 79貫479文             |                     |
| 畑             | 32貫956文              |                     | 42貫607文             |                     |
| 村高計         | 101貫70文              | 927石1斗3升         | 122貫149文            | 1188石8斗5升        |
| 新田           | 2貫290文               |                     |                       |                     |

出典は注を参照。
- 1874年（明治7年）4月 -  大区小区制の下で第2大区第1小区に属す。芋沢、大倉、熊ヶ根、作並、郷六、愛子の6か村[5]。
- 1876年（明治9年）11月18日 - 宮城県管内区画変更により第14小区に属す。（『宮城郡誌』による。『宮城町史』によれば8月）
- 1894年（明治17年） - 熊ヶ根村、上愛子村、下愛子村、郷六村、作並村、大倉村、芋沢村に連合戸長を置く。
- 1889年（明治22年）4月1日 - 町村制施行に伴い芋沢村とともに大沢村となる。
- 1955年（昭和30年）2月1日 - 大沢村が広瀬村と合併して宮城村となる。
- 1961年（昭和36年） - 大倉ダム完成。
- 1963年（昭和38年）11月3日 - 宮城村が町制施行により宮城町となる。
- 1987年（昭和62年）11月1日 - 宮城町が仙台市へ編入される。
- 1989年（平成元年）4月1日 - 仙台市に青葉区が置かれ、大倉はこれに属することとなる。

## 人口
| 人口等の推移       | 人口等の推移           | 人口等の推移       | 人口等の推移        | 人口等の推移        | 人口等の推移       | 人口等の推移        | 人口等の推移        |
| ------------------ | ---------------------- | ------------------ | ------------------- | ------------------- | ------------------ | ------------------- | ------------------- |
| 年                 | 安永3年頃 （1774年頃） | 明治8年 （1875年） | 昭和40年 （1965年） | 昭和60年 （1985年） | 平成7年 （1995年） | 平成12年 （2000年） | 平成20年 （2008年） |
| 人頭               | 48人                   | -                  | -                   | -                   | -                  | -                   | -                   |
| 家数・戸数・世帯数 | 72軒                   | 80戸               | 268世帯             | 223世帯             |                    | 216世帯             | 330世帯             |
| 人口               | 671人                  | 785人              | 1434人              | 1095人              | 1005人             | 951人               | 891人               |
| 馬                 | 157疋                  |                    |                     |                     |                    |                     |                     |

出典は注を参照。

## 産業
水田、畑作、畜産が営まれる。
江戸時代の大倉村では馬の飼育が盛んで、農耕用だけでなく運搬用の馬をも産した。安永3年の『安永風土記書上』によれば、大倉村には人家72軒に対して馬が157頭いた。明治時代に農耕馬と軍馬の需要が高まると、大倉村では仔馬を盛んに飼育して売った。第2次世界大戦後に軍馬需要がなくなり、機械化が進むと、馬は激減し、かわって牛が飼育されるようになった。
かつては豊富な山林資源による林業が盛んであった。青下川では大正末期まで、大倉川では昭和初期まで、切り出した材木を川に流して下流に輸送する流木が行われた。また薪炭も重要で、馬に荷を積み、山道をたどって仙台に送り出した。明治時代からは木炭の生産が盛んになり、1920年代には荷馬車、1945年頃から自動車と輸送手段が移り変わったが、その後は木炭需要が低くなり生産が減少した。
定義如来には日帰りを中心に多くの参拝者が訪れる。定義とうふ店の三角揚げが名物である。門前には定義こけしの工房がある。江戸時代から続く定義温泉は現在湯治専用で、一般の観光客を受け入れていない。1984年の定義への入り込み客は158万2728人で、うち宿泊者が1万9464人であった。

## 交通
古い時代の往来は、南方で青下川を渡って熊ヶ根に出た。仙台に通じる道は、東の山の中に入って芋沢川上流に出て、そこから芋沢川沿いに下り、国見峠を越えて仙台の北西に出るコースであった。明治時代に大倉川の左岸に道路が整備され、難所にトンネルが作られて広瀬川北岸を通って仙台に向かう道ができた。また、北東の根白石村に通じる道もあった。
現代では、宮城県道55号定義仙台線が定義如来の前から南南東に大倉川沿いに下り、大倉ダム、新天狗橋を経由して芋沢に入り、仙台へ通じる。南に出る道は、宮城県道263号泉ヶ丘熊ヶ根線で、青下橋で青下川を渡って熊ヶ根に入る。この県道263号は村の北では根白石に通じる。
- 宮城県道55号定義仙台線
- 宮城県道263号泉ヶ丘熊ヶ根線

## 教育
大倉地区には、明治の初めから大倉小学校があり、戦後に大倉中学校が置かれた。20世紀後半の人口減少により、大倉中学校は廃止された。

## 宗教

### 寺院
江戸時代の大倉村には、青松寺、西方寺、無量寺の3つの寺があり、大学院という修験院が1つあった。明治時代に入って無量寺と大学院は廃寺になり、青松寺と西方寺が現在まである。
定義にある西方寺は浄土宗の寺院で、一般には定義如来として知られる。寺伝では建久9年（1198年）7月7日に平貞能が没した地にその臣が仏堂を作ったのが始まりとする。大倉に伝わる平家の落人伝説の一部である。1706年（宝永3年）にその家臣の子孫早坂源兵衛が出家して良念と称し、極楽山西方寺を創立したとする。山奥の寺だが信仰を集め、初詣には多数の参拝者が訪れる。
青松寺は曹洞宗の寺院で、高畑にある。天文元年（1532年）の創建と伝えられる。慶応3年（1867年）1月に火災にみまわれて再建されたが、そのとき古い記録を喪失した。
- 大倉山 青松寺
- 極楽山 西方寺（定義如来）
- （帰命山 無量寺）
- （想海山 大学院）

### 神社
安永風土記書上によれば、江戸時代の大倉村には、小倉明神社、鞍掛明神社、神明社、熊野権現社、甲明神社、荒胡麻明神社、神明社、御嶽権現社、愛宕社、愛宕社、御仮宮の11の神社があった。小倉明神社は後の小倉神社と思われるが、その他は後世のものにどう対応するのかよくわからない。
1875年（明治8年）3月に小倉神社は村社となった。明治時代には他に水分神社、船形山神社、白髭山神社、神明社の4つの神社があったが、内務省の神社合祀政策によって、1912年（大正元年）9月28日にみな小倉神社に合祀されて公式には廃止になった。しかし地元の人がまつって維持したところも多い。他に、西方寺の境内に、熊野神社の社がある。
小倉神社は平貞能が勧請してまつったという社伝を持つ。これも西方寺のときと同じく平家の落人伝説の一部である。天正年間に大倉蔵人信成が社殿を改築したという。
- 小倉神社
- 熊野神社
- 水分神社

## 名所など
- 大倉ダム、大倉湖畔公園
- 大倉ふるさとセンター
- 定義温泉
- 定義如来（西方寺）